# Ernst Stocker (homme politique)
Pour les articles homonymes, voir Ernst Stocker et Stocker.
Ernst Stocker, né le 20 avril 1955 (originaire de Wädenswil), est une personnalité politique suisse, membre de l'Union démocratique du centre (UDC).
Il est membre du Conseil d'État du canton de Zurich depuis mai 2010.

## Biographie
Ernst Stocker naît le 20 avril 1955. Il est originaire de Wädenswil, dans le canton de Zurich.
Il est agriculteur, obtenant sa maîtrise fédérale en 1983. Il dirige sa propre exploitation agricole avant de la remettre à son fils en 2007,.
Il habite Wädenswil. Il est marié depuis 1980 et père de deux enfants,.

## Parcours politique
Il est membre de l'UDC.
Il siège au Conseil cantonal de Zurich de 1987 à 2010 et le préside en 2003-2004.
Il est membre du Conseil de ville (exécutif) de Wädenswil de 1998 à 2010 et le préside à partir de 2006.
Il est élu au Conseil d'État du canton de Zurich le 29 novembre 2009 lors de l'élection complémentaire visant à remplacer l'UDC Rita Fuhrer, démissionnaire pour raison de santé. Il s'impose par 173 816 voix contre 143 089 à son adversaire socialiste Daniel Jositsch.
Il prend ses fonctions le 4 mai suivant, à la tête de la direction de l'économie. Il est réélu à quatre reprises (2011, 2015, 2019 et 2023).
En 2015, année où il préside par ailleurs le gouvernement, il laisse la direction de l'économie pour reprendre celle des finances. Il préside de nouveau le gouvernement en 2023.